# Casa Matriz del Banco Hipotecario del Uruguay
La Casa Matriz del Banco Hipotecario del Uruguay es la sede del Banco Hipotecario del Uruguay,  situado en el barrio Cordón de Montevideo, sobre  la Avenida Fernández Crespo. El edificio también alberga a la Dirección General Impositiva.

## Edificio
En los años cincuenta, el directorio del Banco Hipotecario le encomendó a los arquitectos Ernesto Acosta, Héctor Brum, Carlos Careri y Ángel Stratta, y al ingeniero civil Ignacio Trujillo la construcción de su futura Casa Matriz. La misma sería inaugurada en los años setenta constituyendo un importante centro gubernamental junto con los edificios del Ministerio de Salud Pública, de la Caja de Jubilaciones y Pensiones y del Banco de Previsión Social.
Paralelamente en su entorno se encuentran otras edificaciones que utilizaron técnicas similares de construcción y que fueron construidos en la misma época, como el Palacio Sindical  y el edificio de la Asociación Cristiana de Jóvenes.
En los años 2000 se llevó adelante una reconstrucción en la que además del mantenimiento edilicio, se instalaría una estructura de cristal monolítico que modificaría totalmente su fachada de hormigón. En dicho edificio, además de las principales dependencias del Banco Hipotecario se encuentran además las oficinas de la Dirección General Impositiva y de la Administración Nacional de Telecomunicaciones, sector que entre los años 1974 y 2000 sirvió como sede central del ente, hasta la construcción de la Torre de las Telecomunicaciones, hoy funciona allí una oficina comercial. Sobre la avenida 18 de julio se encuentra una amplia galería techada y comercial, la misma fue construida junto con el edificio, para albergar una sala de exposiciones de diferentes instituciones estatales, entra ellas el Instituto de Viviendas Económicas y la Universidad del Trabajo del Uruguay.